# Borovne, Kamin-Kașîrskîi
Borovne (în ucraineană Боровне) este localitatea de reședință a comunei Borovne din raionul Kamin-Kașîrskîi, regiunea Volînia, Ucraina.

## Demografie
Componența lingvistică a localității Borovne
     Ucraineană (99,87%)
     Alte limbi (0,13%)
Conform recensământului din 2001, majoritatea populației localității Borovne era vorbitoare de ucraineană (99,87%), existând în minoritate și vorbitori de alte limbi.